# Ingo Anderbrügge
Ingo Anderbrügge (* 2. Januar 1964 in Datteln) ist ein ehemaliger deutscher Fußball- und American-Football-Spieler und heutiger Fußballtrainer.

## Spielerlaufbahn
Anderbrügge begann nach einigen Jugendjahren bei Germania Datteln und der SpVgg Erkenschwick seine Karriere bei Borussia Dortmund. 1988 wechselte er zum FC Schalke 04, mit dem er 1997 UEFA-Pokalsieger wurde. Anderbrügge wurde in die Jahrhundertelf des FC Schalke 04 berufen. Im Januar 2000 wechselte er zu den Sportfreunden Siegen. Im Sommer 2001 beendete er seine Karriere als Profifußballspieler.

## Trainerkarriere
Anderbrügge leitete jahrelang das Trainingslager für arbeitslose Fußballspieler der Vereinigung der Vertragsfußballspieler. Von März bis Oktober 2005 arbeitete er als Trainer der Kreisligamannschaft Werner SC 2000. Im Oktober 2005 wechselte er zur SpVgg Erkenschwick. Dort blieb er bis Januar 2006. Von Februar 2006 bis Februar 2007 trainierte er den VfB Hüls. Ab Sommer 2007 trainierte er Wacker Burghausen, wurde aber bereits im März 2008 wieder entlassen.

## Sonstiges
Anderbrügge absolvierte vor seiner Fußballkarriere eine Ausbildung bei einem Bergbauausrüster in Castrop-Rauxel. Einige Jahre betrieb er je ein Sportgeschäft in Datteln und in Marl, welche er aber beide nach etwa vier Jahren verkaufte. Im Jahr 1997 gründete er ein inzwischen insolventes Fußballinternat, auf dem Gelände der LWL-Klinik Marl-Sinsen, welches vor seiner Schließung als Deutsches Fußballinternat weitergeführt wurde. Außerdem ist er für die Spieleragentur players’ interests als Berater tätig.
In den Jahren 2003 und 2004 spielte Anderbrügge auf der Position des Kickers für das NFL-Europe-Team Rhein Fire. Im Jahr 2013 veröffentlichte er zwei Fußball-Lehrvideos mit der europäischen Akademie für Sport und Training.